# Tore Viken Holvik
Pour les articles homonymes, voir Viken.
Tore Viken Holvik, né le 21 octobre 1988, est un snowboardeur norvégien spécialisé dans les épreuves de half-pipe et de big air. 
Au cours de sa carrière, il n'a jamais disputé les Jeux olympiques d'hiver, toutefois il a participé à trois mondiaux dont sa meilleure performance est une cinquième place en big air en 2009 à Gangwon, enfin en coupe du monde il est monté à trois reprises sur un podium dont une victoire le 4 novembre 2010 à Saas-Fee.

## Palmarès

### Championnats du monde
| Édition/Discipline | Half pipe | Big air |
| Mondiaux 2005      | -         | 27e     |
| Mondiaux 2007      | 24e       | -       |
| Mondiaux 2009      | 36e       | 5e      |

### Coupe du monde
- Meilleur classement général : 31e en 2008.
- Meilleur classement de half pipe : 8e en 2008.
- 2 podiums en half pipe.